# Sumire Matsubara
Sumire Matsubara (松原 すみれ?) (Tokio, 15 de julio de 1990), más conocida como Sumire (すみれ?), es una actriz, cantante y modelo japonesa representada por la agencia de talentos Sky Corporation y por Bon Image.
Sumire es hija de los artistas Jun'ichi Ishida y Chiaki Matsubara.

## Filmografía

### Televisión

#### Variedades
| Año  | Título                | Cadena  | Notas             |
| ---- | --------------------- | ------- | ----------------- |
| 2007 | Attention Please      | TV      | Episodio especial |
| 2011 | Waratte Iitomo!       | Fuji TV |                   |
| 2013 | Shin Chūbōdesu Yo!    | TBS     | Regular           |
| 2014 | All-Star Thanksgiving | TBS     |                   |
| 2014 | Viking                | Fuji TV | Regular           |

#### Drama
| Año  | Título                                         | Papel            | Cadena         | Notas                   |
| ---- | ---------------------------------------------- | ---------------- | -------------- | ----------------------- |
| 2014 | Hawaii Five-0                                  | Keilani          | CBS            | Temporada 5, episodio 3 |
| 2014 | Cabin Attendant Keiji: New York Satsujin Jiken | Megumi Fujisawa  | Fuji TV        |                         |
| 2014 | Soko o Nantoka                                 | Eiko Mizoguchi   | NHK BS Premium | Episodio 2              |
| 2015 | Hagane no Keisatsu-i                           | Kaede Ishinomori | TV Tokyo       |                         |

### Cine
| Año  | Título    | Papel  | Notas | Referencias |
| ---- | --------- | ------ | ----- | ----------- |
| 2017 | La cabaña | Sarayu |       | [ 1 ]       |